# Johann Heinrich Tischbein de Oudere

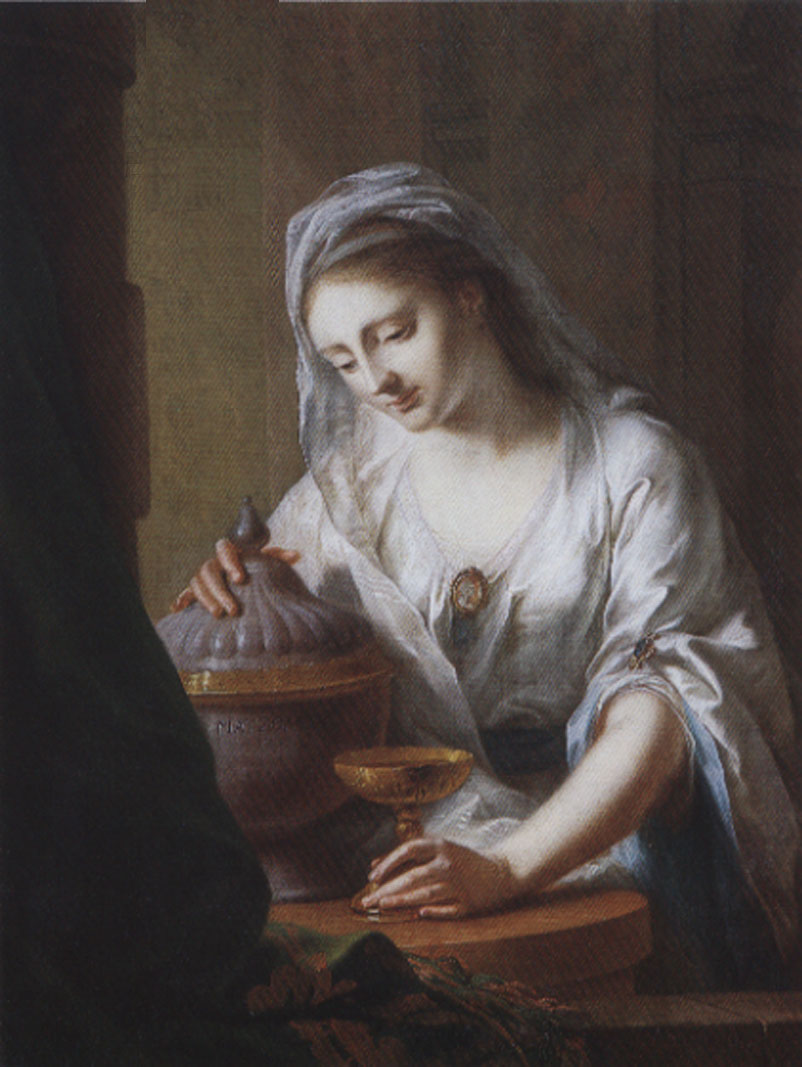
Artemisia, 1775. Augusta van Reuss-Ebersdorf en Lobenstein, de moeder van koning Leopold I van België, stond op 18-jarige leeftijd model voor dit schilderij.

Johann Heinrich Tischbein de Oudere (Haina (Hessen), 3 oktober 1722 - Kassel, 22 augustus 1789) was een Duits schilder en tekenaar. Hij was de zoon van Johann Heinrich Tischbein, een bakker, en Susanne Margaretha Hinsing. 
Tischbein volgde schilderlessen in Kassel, Frankrijk en Italië tussen 1743 en 1751. In 1753 werd hij benoemd tot hofschilder in Kassel. Hij trouwde in 1756 met Marie Sophie Robert en na haar overlijden in 1759 met haar zus Anne Marie Pernette Robert. 
Tischbein gaf les aan de Kasseler Kunstakademie, samen met de hofarchitect Simon Louis du Ry (1726-1799), de beeldhouwer Johann August Nahl (1710-1785) en zijn neef Johann Heinrich Tischbein de Jongere (1742-1808). 
Hij schilderde voornamelijk portretten, maar ook mythologische scènes, historiestukken en landschappen.
Hij wordt wel de "Kasseler Tischbein" genoemd ter onderscheiding van 
- zijn broer Anton Wilhelm Tischbein (1730-1804), bijgenaamd de Hanauer Tischbein, die vooral een goed portretschilder was
- zijn neef Johann Heinrich Tischbein de Jongere (1742-1808)
- zijn neef Johann Friedrich August Tischbein (1750-1812)
- diens neef Johann Heinrich Wilhelm Tischbein (1751-1829) die de "Goethe Tischbein" wordt genoemd.

- Bibliothèque nationale de France: cb12370154m (data)
- Gemeinsame Normdatei: 118758349
- International Standard Name Identifier: 0000 0000 8224 1297
- KulturNav: f80b46d0-2596-48a2-b35b-91a35c836c8a
- Library of Congress Control Number: nr89014883
- Nationale Bibliotheek van Israël: 987007456430105171
- Nationale Bibliotheek van Polen: a0000003610203
- Nederlandse Thesaurus van Auteursnamen: 071368213
- RKD-Nederlands Instituut voor Kunstgeschiedenis: 77629
- LIBRIS: 206153
- Système universitaire de documentation: 032726856
- Union List of Artist Names: 500032994
- Virtual International Authority File: 45097819
- WorldCat: E39PBJh4tFJqdTTXxxRvQwYVmd